# Charlevoix
Charlevoix (IPA: [ʃɑr-lə-vʋa], uitspraak: sjar-le-vwaa) is een plaats (city) in de Amerikaanse staat Michigan, en valt bestuurlijk gezien onder Charlevoix County.

## Demografie
Bij de volkstelling in 2000 werd het aantal inwoners vastgesteld op 2994.
In 2006 is het aantal inwoners door het United States Census Bureau geschat op 2727, een daling van 267 (-8,9%).

## Geografie
Volgens het United States Census Bureau beslaat de plaats een oppervlakte van
5,6 km², waarvan 5,3 km² land en 0,3 km² water. Charlevoix ligt op ongeveer 183 m boven zeeniveau.

## Plaatsen in de nabije omgeving
De onderstaande figuur toont nabijgelegen plaatsen in een straal van 28 km rond Charlevoix.